# Todea papuana
Todea papuana  là một loài dương xỉ trong họ Osmundaceae. Loài này được Hennipman mô tả khoa học đầu tiên năm 1968.
Danh pháp khoa học của loài này chưa được làm sáng tỏ. 